# UFC Fight Night: Cerrone vs. Till
UFC Fight Night: Cowboy vs. Till (também conhecido como UFC Fight Night 118) foi um evento de artes marciais mistas (MMA) produzido pelo Ultimate Fighting Championship, ocorrido no dia 21 de outubro de 2017, na Ergo Arena, em Gdańsk, Polónia.

## Background
Este evento será o primeiro que o UFC recebe em Gdańsk, e o segundo na Polônia, depois do UFC Fight Night: Gonzaga vs. Cro Cop 2, em agosto de 2015.
A promoção havia reservado, inicialmente, uma luta no peso-médio entre Thiago Santos e o novato na organização, Michał Materla, para liderar o evento. No entanto, foi revelado no dia 1 de setembro que Materla havia renunciado ao acordo dele com o UFC, e estava novamente a assinar com o KSW, uma promoção regional polonesa. Por sua vez, Santos foi removido do card e agora enfrentará Jack Hermansson, uma semana depois, no UFC Fight Night: Brunson vs. Machida.
Posteriormente, uma luta no peso-meio-médio entre o ex-desafiante ao Cinturão Peso-Leve do UFC, Donald Cerrone, e Darren Till, foi marcada como o novo embate principal do evento.
Um ataque pesado entre Dmitrii Smolyakov e o recém-chegado promoção Adam Wieczorek foi inicialmente programado para ocorrer no UFC 214. No entanto, a luta foi removida desse cartão por motivos não divulgados em 17 de julho e era esperado acontecer nesse evento.. Por sua vez, Smolyakov foi removido do evento em 4 de outubro e substituído por Anthony Hamilton. A luta foi arranhada um dia antes do evento devido a "preocupações de segurança", como alguns Lechia Gdańsk ultras - torcedores extremos e às vezes violentos da equipe de futebol local - apareceu apenas antes das pesagens. A Wieczorek apoia Ruch Chorzów, uma equipe rival da Lechia Gdańsk. Os lutadores estavam ausentes de pesares cerimoniais devido a essa razão, mas a luta foi eventualmente cancelada e reprogramada para UFC Fight Night: Werdum vs. Tybura um mês depois.
O recém-chegado promoção Przemysław Mysiala deveria enfrentar o Jimi Manuwa no evento. No entanto, Mysiala não pode se demitir de Absolute Championship Berkut, portanto, o combate nunca se materializou.
Teemu Packalén era esperado enfrentar Marcin Held no evento. No entanto, Packalén saiu da luta em 5 de outubro, citando uma lesão no joelho. Ele foi substituído pelo novato promoção Nasrat Haqparast.
Trevor Smith era esperado enfrentar o Ramazan Emeev no evento. No entanto, Smith retirou-se da luta no início de outubro citando lesão e foi substituído por Sam Alvey.
Em 15 de outubro, foi anunciado que Jim Wallhead tirou da luta contra o vencedor dos médios The Ultimate Fighter: Brasil 3 Warlley Alves devido a uma lesão. Ele foi substituído pelo novato promoção Salim Touahri.
Nas pesadas, Alvey perdeu o limite de peso médio de 185 libras, chegando a 189 libras. Ele foi multado com 20% de sua bolsa e sua luta com Emeev deve continuar com um peso-alvo.

## Bônus da Noite
- Luta da Noite:  Damian Stasiak vs.  Brian Kelleher
- Performance da Noite:  Darren Till e  Jan Błachowicz